# Chouette à sourcils jaunes
Pulsatrix koeniswaldiana
Espèce
Synonymes
- Syrnium koeniswaldianum M. Bertoni & W. Bertoni[2]

Statut de conservation UICN

 LC  : Préoccupation mineure
Statut CITES
La Chouette à sourcils jaunes (Pulsatrix koeniswaldiana) est une espèce d'oiseaux de la famille des strigidés, présente principalement dans le sud du Brésil (cf Wikispecies ci-dessous).

## Systématique
L'espèce Pulsatrix koeniswaldiana a été initialement décrite en 1901 par Moisés Santiago Bertoni et Arnoldo de Winkelried Bertoni (d) sous le protonyme de Syrnium koeniswaldianum.

## Étymologie
Son nom spécifique, koeniswaldiana, lui a été donné en l'honneur de Gustavo Koeniswald.

## Publication originale
- A. de Winkelried Bertoni, Aves nuevas del Paraguay. Continuación á Azara (publication), Inconnu, Asuncion, 1901.